# Trude Herr
Trude Herr (Köln, 1927. május 4. – Lauris, Franciaország, 1991. március 18.) német színésznő, slágerénekes és színházigazgató. Felnémetül és rajnai dialektusban (ún. Kölsch) játszott, írt és énekelt.

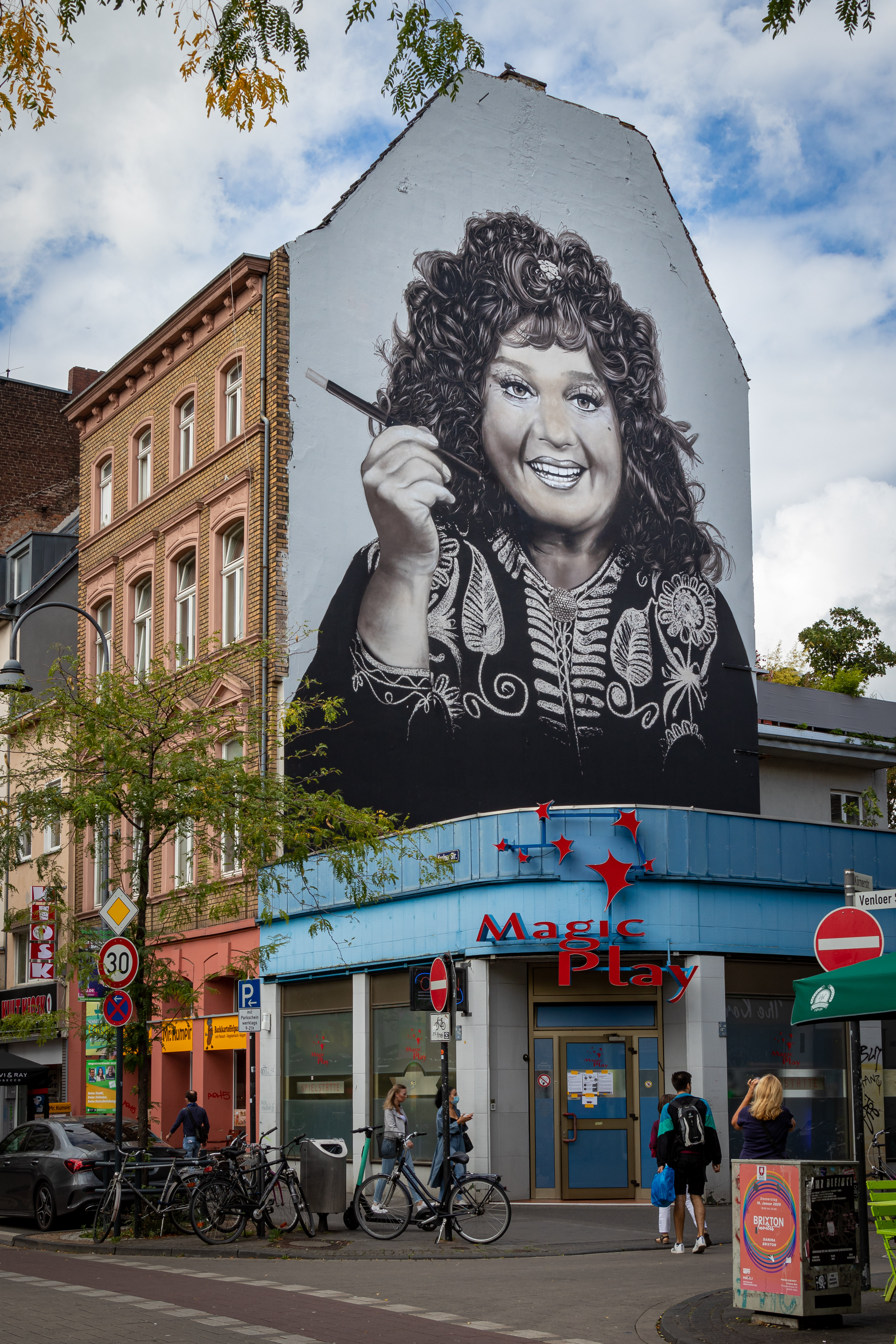
Trude Herr-falfestmény, Köln-Ehrenfeld (Fotó: 2020)

## Gyermekkora és magánélete
Trude Herr Köln-Kalkban született és Köln-Mülheimban nőtt fel. Apja, Robert Herr mozdonyvezető volt, aki a Kommunista Pártban való tagsága miatt hosszú ideig börtönben ült, később pedig koncentrációs táborba zárták. Az énekesnő neki írta a Papa című dalt, melyben megköszönte az együtt töltött időket, s édesapja 1961-es temetésén énekelte el. Ő maga a Szociáldemokrata Párt tagja volt. 1933-tól a Köln-Mülheimi népiskola tanulója volt, 1941-től pedig pékségben dolgozott. Mivel a lakásukat 1943-ban bombatalálat érte, két évig a hesseni Ewersbachban éltek. Ekkoriban már "Tutti", illetve kerek testalkata miatt viccesen "dat Pummel" (magyarul kb. Gömböc) volt a beceneve. Itt gépírónőként dolgozott a dillenburgi önkormányzatnál. Gigi Herr színész- és énekesnő nagynénje.
1964-ben öt hónapos utazásra indult a Szahara államaiba, ahol 1969-ben megismerte a tuareg néphez tartozó tunéziai Ahmed M'Bareket. A férfi Németországba utazott vele, ahol megházasodtak. A házasság 1976-ig tartott. A 90-es évek elején a Fidzsi-szigeteken ismerte meg utolsó szerelmét, Samuel Bawesit.

## Karrierje
1946-ban az Aacheni Vándorszínpad statisztája lett, 1948-tól mellékszerepeket kapott a kölni Millowitsch Színházban. Ott többek között Willy Millowitsch, Elsa Scholten és Franz Schneider mellett a televízió által kitüntetett Der verkaufte Großvaterben (Az eladott nagypapa) játszotta első nagyobb szerepét. 1949-ben barátjával és mentorával, Gustav Schellhardttal megalapították a Kölni Vígszínházat, mely nem sokáig létezett. Életében nagyon büszke volt erre a projektjére, és a sajtóinterjúkban mindig megemlítette. A színház csődje után 1949 és 1954 között pincérnőként dolgozott a Barberina nevű melegbárban.
1954-től a karneválok idején hordószónokként lépett fel a különböző kölni egyesületek rendezvényein, s mindig nagy tapsot kapott. Fellépésein a 20-as évek óta varieté- és revüénekesként ismert Grete Fluss követte. Willi Schafer, a Tingel-Tangel kabaré főnöke fedezte fel és szerződtette őt 1958-ban Berlinben. A Percolator német verziójával, az Ich will keine Schokolade (ich will lieber einen Mann) (Nem csokoládét, inkább egy férfit akarok) címmel a 18. helyet érte el a német slágerlistákon. A dalt először a Marina című slágerfilmben énekelte, melyben Trude Pippesként szerepelt mint színész. A filmet 1960. augusztus 19-én mutatták be tizenöt betétdalával. Ezzel a filmmel érte el Trude Herr az áttörést. Több, mint 30 filmben játszott, számtalan tévéműsorban szerepelt és rengetek népszerű slágere volt.
Miután Trude Herr korábban a Millowitsch Színházban játszott, 1970 és 1976 között saját együttesével játszott ott. Először 1970-ben rendezte Marc Camoletti francia író a Die Perle Anna (A Gyöngy Anna) című vígjátékát, amelyben 1970 szeptemberétől a főszerepet is ő játszotta. Ezt követte saját színpadi darabja, a Familie Pütz (A Pütz család) (1972 szeptemberétől), a Scheidung auf kölsch (Válás kölni módra) (1973) és a Die Pflaumenschwemme (A szilvaáradat) (1975). A Millowitsch Színház polgári környezete aztán arra késztette, hogy alternatíva után nézzen.

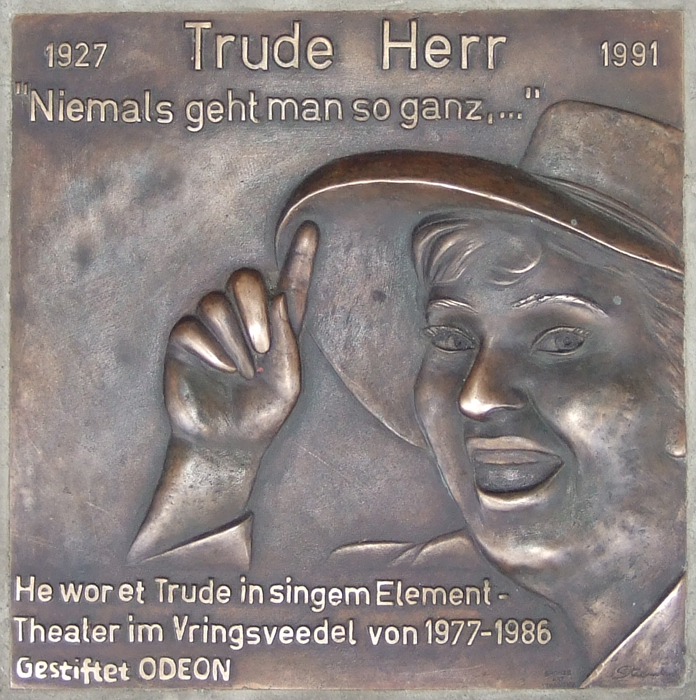
Trude Herr-emléktábla a kölni Severinstraßen, ahol színháza állt

1977 szeptemberében megnyitotta a Theater im Vringsveedel népszínházat a Severinstraße egy üres mozijában. Ott szeretett volna egy népszerű alternatívát építeni a megalakult Millowitsch Színházhoz, ahol nem azt kell elhitetni a közönséggel, hogy a világ ideális, hanem a kortárs témáknak és társadalomkritikus hangnemeknek is teret kell kapniuk. Kölni humorral és kölni szentimentalizmussal, egy adag durva földhözragadtsággal körítve, színdarabokat írt ennek a színháznak, mint a Die kölsche Geisha (Kölni gésa) (1977), A Hausmann (A házmester) és a Massage-Salon Denz (Denz Masszázsszalon) (1979), Drei Glas Kölsch (Három pohár Köln) (1980), Scheidung auf kölsch (Válás kölni módra) (1981), Die Hellseherin (A jósnő) (1985) és az utolsó darab Im zweiten Frühling (A második tavaszon) (1986). Színpadpartnere ekkor Hans Künstler volt. A program csak szeptembertől december végéig tartott, a fennmaradó időben a színházat kiadták másoknak, vagy üres volt. A városi támogatások nélkül, amelyeket 1977-ben és 1982-ben hiába kért, a színház folyamatosan gyenge anyagi helyzetben volt. Ezen a rendkívül magas, 97 százalékos látogatottsági mutató sem változtatott – a fix költségek, beleértve a 21 főt is, túl magasak voltak. Ez volt Észak-Rajna-Vesztfália legjobban látogatott színháza. 1986 februárjában a házat bezárták Herr növekvő egészségügyi problémái miatt.
Közben feltűnt a Schöne Bescherung – Ein Beitrag zum Fest von Trude Herr című WDR-produkcióban, amelyet 1983 decemberében sugároztak. 1986 októbere és 1987 januárja között felvette az Ich sage, was ich meine (Kimondom, amit gondolok) címet viselő albumot nemzetközi slágerekkel a Monheim am Rhein-i Info Stúdióban Thomas Brück producerrel, aki a német szöveget biztosította. A Niemals geht man so ganz (Soha nem mész el teljesen) című dal, amelyet Wolfgang Niedeckennel (BAP) és Tommy Engellel (Bläck Fööss) szerzett, 1987 augusztusában a német slágerlisták 20. helyére került.

## Halála és emlékezete

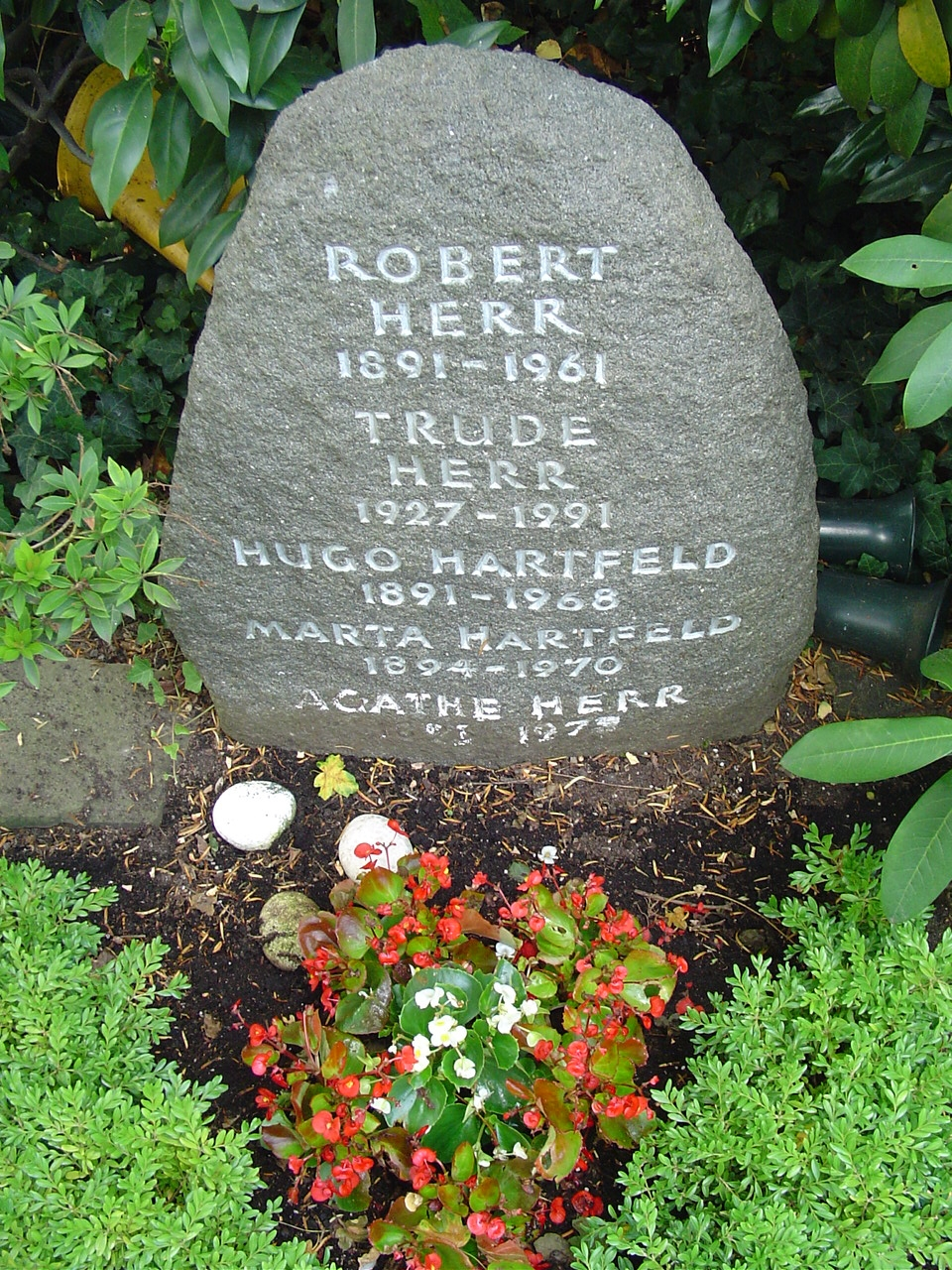
Trude Herr sírja

Hat súlyos operáció után 1987 júliusában egészségügyi okokból a Fidzsi-szigetekre költözött. A főváros, Suva közelében telepedett le. 1988-ban megkapta a Német Szövetségi Köztársaság Érdemrendjének Érdemkeresztjét. Ugyanebben az évben adta Günther Jauchnak utolsó tévéinterjúját. 1991 januárjában élettársával visszatért Kölnbe. Egy hónappal később Laurisba költözött, egy kis dél-franciaországi faluba Aix-en-Provence-ban, ahol 1991. március 16-án szívelégtelenségben meghalt. A kölni Nordfriedhof temetőben helyezték végső nyugalomra.
1995 februárjában a Kölner Südstadti Bürgerhaus Stollwerck melletti zöldterületet Trude-Herr-Parknak nevezték el. Ugyanezen év nyarán a kölni Roncalliplatzon megrendezték a Trude Herr-emlékrevüt, melyben Anne Haigis, Tommy Engel és a Höhner együttes Trude Herr legnépszerűbb számait adták elő. A revü ötlete Thomas Brücké és Jürgen Fritzé, akik a Niemals geht man so ganz slágert is szerezték.
2002-ben a Trude-Herr-Parkban Elmar Schulte emlékműt állíttatott, ami csak 2013-ban renoválva kész lett. Nyolcvanadik születésnapja alkalmából a WDR tévécsatorna 2007-ben az EinsFestival műsor keretein belül felvételeket vetített színházi előadásaiból, melyeket a saját színházában adtak elő. Ezek közül hármat DVD-n is publikáltak. Egy anonim adakozásnak hála 2011-ben 25 évre biztosították Trude Herr sírhelyét.
2020 augusztusában a grazi graffitiművész, Size Two Köln-Ehrenfeldben a Venlor Straße 274. szám alatti ház oldalára háromszintnyi magasságú festményt készített Trude Herr-ről. Ez pár hónapig állt, utána a házfalat reklámhelynek használták.
A Mülheim városrészben található 11. Städtische Gesamtschulét 2020-ban Trude-Herr-Gesamtschuléra nevezték át.

## Filmográfia (válogatás)
- 1959: Alle Tage ist kein Sonntag
- 1959: Du bist wunderbar
- 1959: Natürlich die Autofahrer
- 1959: Drillinge an Bord
- 1960: Conny und Peter machen Musik
- 1960: Der letzte Fußgänger (Az utolsó gyalogos(wd))
- 1960: Marina
- 1960: Der Teufel hat gut lachen
- 1960: Schlagerraketen – Festival der Herzen
- 1960: Immer will ich dir gehören
- 1960: O sole mio
- 1961: … und du mein Schatz bleibst hier
- 1961: Immer Ärger mit dem Bett
- 1961: Adieu, Lebewohl, Goodbye
- 1961: Robert und Bertram
- 1961: Unsere tollen Tanten
- 1961: Im schwarzen Rößl
- 1962: Café Oriental
- 1962: Drei Liebesbriefe aus Tirol
- 1962: Ohne Krimi geht die Mimi nie ins Bett
- 1962: Der 42. Himmel
- 1963: Sing, aber spiel nicht mit mir
- 1963: Im singenden Rössl am Königssee
- 1963: Maskenball bei Scotland Yard
- 1963: Mit besten Empfehlungen
- 1963: … denn die Musik und die Liebe in Tirol
- 1963: Unsere tollen Tanten in der Südsee
- 1963: Die ganze Welt ist himmelblau
- 1964: Freddy und das Lied der Prärie
- 1964: Das siebente Opfer
- 1967: Heubodengeflüster
- 1971: Hurra, bei uns geht’s rund
- 1971: Die tollen Tanten schlagen zu
- 1983: Schöne Bescherung (TV-film)

## Diszkográfia

### Kislemezek
- Quatschkopp-Marsch / Laß das mal den Vater machen (1959; Philips)
- Ich will keine Schokolade / In der Spelunke „Zur alten Unke“ (1960; Philips)
- Morgens bin ich immer müde / So schön wie du (1960; Philips)
- Oh, Heinrich / 33 144 mal (1960; Philips)
- Tschitschibum / Weil ich so sexy bin (1961; Philips)
- Er war stets ein Kavalier / Laß das sein (1961; Philips)
- Brautjammer (Hör’ ich die Glocken) / Ich kann weinen wie ein Wasserfall (1961; Philips)
- Spiegel-Twist / Autofahrer-Blues (1962; Polydor)
- Französisch sprechen kann ich fast gar nicht / So ein Mann ist ein komisches Gewächs (1963; Polydor)
- Mein bester Freund heißt Luxi / Ich bin eine Frau von Format (1963; Polydor)
- Mama, er ist schon wieder hier / Ja, er kann lügen (1964; Polydor)
- So einfach ist die Liebe nicht / Nein, ich laß mich nicht fotografieren (1964; Polydor)
- Du warst lieb zu mir / Nach dem dritten Schoppen (1965; Polydor, unveröffentlicht)
- Er schaut in die Röhre / So sind die Männer (1967; Mondial)
- Wir tragen’s mit Humor / Es ist schade um die Zeit (1969; CBS)
- Mama, ich bin e so bang / Mal sagt er ja (1973; BASF-Cornet)
- Ich ben dodurch / Conditorei (1978; TVV)
- Die Stadt / Älter sein (1987; EMI Electrola)
- Niemals geht man so ganz / Föhlenz (1987; EMI Electrola)
- Beast of Burden (Die Hipp vum Nümaat) (mit Wolfgang Niedecken) / Die Unschuld (1987; EMI Electrola)
- Versteh’ / Ich weiß jenau wat de meinz (1988; EMI Electrola)

## Fordítás
Ez a szócikk részben vagy egészben  a   Trude Herr című német Wikipédia-szócikk ezen változatának fordításán alapul.  Az eredeti cikk szerkesztőit annak laptörténete sorolja fel. Ez a jelzés csupán a megfogalmazás eredetét és a szerzői jogokat jelzi, nem szolgál a cikkben szereplő információk forrásmegjelöléseként.